# لس بالباسس
لس بالباسس (به اسپانیایی: Los Balbases) یک شهرستان در اسپانیا است.